# 天鼎穴
天鼎穴（てんていけつ）は、手の陽明大腸経に所属する17番目の経穴である。

## 部位
扶突穴の後下方1寸、胸鎖乳突筋後縁に取穴する

## 名前の由来
天は高いところ、すなわち頭部を意味し、鼎は3本足の銅器で大椎穴と合わせて頭を支え鼎のような形にみえることから名づけられた。

## 効能
咽喉腫痛、急性の声がれ、呼吸困難、甲状腺腫、頚部リンパ結核に効く。アレンテスト陽性（斜角筋症候群）にも使われる。